# Katiba
El katiba (en árabe: كتيبة‎  generalmente corresponde a un batallón o una compañía) es el nombre utilizado para una unidad o un campamento de combatientes durante diferentes conflictos en el norte de África o en el Sahel. 

## Guerra de Argelia
Durante la Guerra de Argelia, era una unidad básica del ALN (brazo armado del FLN), equivalente a una compañía ligera, que podía llegar a cien hombres, o la sección, de unos treinta hombres. La acción ofensiva requiere que la katiba se mueva clandestinamente y rápidamente, de un punto a otro, lo más lejos posible. La unidad ALN practica el elemento sorpresa. Las marchas se realizan, en buena parte, de noche.

## Movimientos insurgentes y terroristas
Desde entonces, el término ha sido adoptado por los movimientos insurgentes del Magreb, especialmente islamistas, durante la guerra civil argelina, en Libia por la Brigada de Trípoli, también denominada Katiba Tripoli y en el Sahel por  Al Qaeda del Magreb Islámico, AQMI  o el Frente de Liberación de Macina denominado Katiba Macina tras su fusión con Ansar ad-Din.

## Literatura
Katiba también es el título de una novela de Jean-Christophe Rufin, con referencia al AQMI. (2010) Ed. Flamarion 